# 닷보이
닷보이 (Dot Boy)는 대한민국의 음악 프로듀서이자 DJ이다. 현재 빌로우 활동 중이다.

## 음반
- Billow - Don't Stop (2023)
- 깽세 - 돌변 (2023)

## 트램폴린
- 부산의 DJ팀 트램폴린의 창립 맴버이다. (2014)

## 빌로우
- 빌로우(Billow)에 입단하여 작곡과 DJ를 담당하고 있다. (2023)